# Лингор, Ренате
Ренате Лингор (нем. Renate Lingor; род. 11 октября 1975, Карлсруэ, Баден-Вюртемберг) — немецкая футболистка, выступавшая на позициях полузащитника и нападающего. Двукратная чемпионка мира (2003, 2007) и Европы (2001, 2005), многократный бронзовый призёр летних Олимпийских игр в составе национальной сборной.

## Карьера

### Клубная карьера
Во взрослом футболе дебютировала в 1991 году в немецком женском футбольном клубе «Клинге», в молодёжной команде которого выступала сезоном ранее.
В 1997 году перешла в другой немецкий клуб «Айнтрахт» (Франкфурт-на-Майне), за который выступала на протяжении всей оставшейся карьеры. Вместе с командой Лингор стала семикратной чемпионкой Германии и обладательницей национального кубка. Кроме того, команде удалось трижды завоевать Кубок УЕФА в сезонах 2001/02, 2005/06 и 2007/08. Завершила профессиональную футбольную в 2008 году в возрасте 33 лет.

### Карьера в сборной
В 1995 году дебютировала в официальных матчах в составе женской национальной сборной Германии по футболу. За тринадцать лет игры в национальной команде Лингор дважды становилась чемпионкой мира по футболу среди женщин в 2003 и 2007 годах, а также выигрывала первенство Европы 2001 и 2005 годов. Кроме того, команда трижды выступала на футбольном турнире летних Олимпийских игр, каждый раз завоёвывая бронзовые награды.
Всего в составе национальной команды приняла участие в 149 матчах с отметившись 35 забитыми мячами. 

## Достижения
«Айнтрахт» (Франкфурт-на-Майне)
- Обладательница Кубка УЕФА (3): 2001/02, 2005/06, 2007/08
- Чемпионка Германии (7): 1998/99, 2000/01, 2001/02, 2002/03, 2004/05, 2006/07, 2007/08
- Обладательница Кубка Германии (7): 1998/99, 1999/2000, 2000/01, 2001/02, 2002/03, 2006/07, 2007/08